# サルフォード・レッドデビルズ
サルフォード・レッドデビルズ（Salford Red Devils）は、イングランド、グレーター・マンチェスター、サルフォードのプロラグビーリーグクラブである。スーパーリーグに参加している。

## 概要
1873年創設。これまでにリーグ優勝8回、チャレンジカップ優勝1回を果たしている。
2012年からホームスタジアムはサルフォードにあるサルフォード・コミュニティ・スタジアム。それ以前はウィーストにあるザ・ウィローズでプレーしていた。
1995年より前は単にサルフォード、1995-98はサルフォード・レッズ、1999-2013はサルフォード・シティ・レッズと呼ばれた。

## タイトル

### リーグ
- ディビジョン1/スーパーリーグ:
  - 優勝 (6): 1913–14, 1932–33, 1936–37, 1938–39, 1973–74, 1975–76
  - 準優勝 (5): 1901-02, 1902-03, 1903-04, 1933-34, 2019
- ディビジョン2/チャンピオンシップ:
  - 優勝 (5): 1990-91, 1995-96, 1996, 2003, 2008
  - 優勝 (1): 1984-85
- ランカシャーリーグ:
  - 優勝 (5): 1932–33, 1933–34, 1934–35, 1936–37, 1938–39

### カップ
- チャレンジカップ:
  - 優勝 (1): 1937-38
  - 準優勝 (6): 1899-1900, 1901-02, 1902-03, 1905-06, 1938-39, 1968-69
- チャンピオンシップカップ:
  - 優勝 (2): 2003, 2008
- ランカシャーカップ:
  - 優勝 (5): 1931–32, 1934–35, 1935–36, 1936–37, 1972–73
  - 準優勝 (7): 1929-30, 1938-39, 1973-74, 1974-75, 1975-76, 1988-89, 1990-91
- BBC 2 Floodlitトロフィー:
  - 優勝 (1): 1974-75